# Platybregmus canadensis
Platybregmus canadensis är en skalbaggsart som beskrevs av Fisher 1934. Platybregmus canadensis ingår i släktet Platybregmus och familjen trägnagare. Inga underarter finns listade i Catalogue of Life.